# Khaya ivorensis
Espèce
Synonymes
- Khaya caudata Stapf ex Hutch. & Dalziel[1]
- Khaya klainei Pierre ex Pellegr.[1]

Khaya ivorensis est une espèce de plantes du genre Khaya de la famille des Meliaceae.